# Welyka Oleksandriwka
Welyka Oleksandriwka (ukrainisch Велика Олександрівка; russisch Великая Александровка Welikaja Alexandrowka) ist eine Siedlung städtischen Typs in der ukrainischen Oblast (Verwaltungseinheit) Cherson.

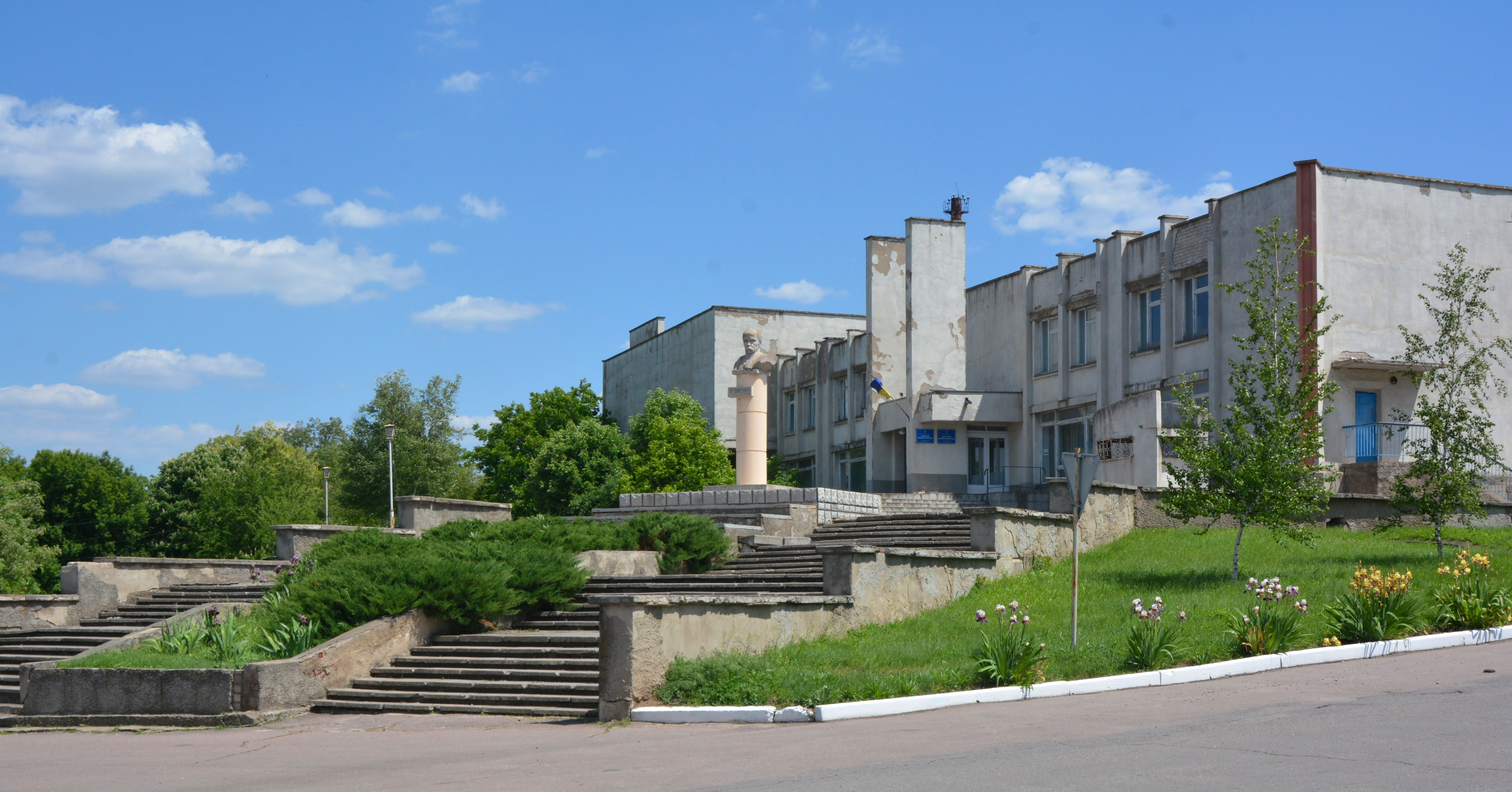
Blick in den Ort mit Schewtschenko-Denkmal

## Lage
Welyka Oleksandriwka liegt am linken Ufer des Inhulez, 139 km nordöstlich der Oblasthauptstadt Cherson und südlich des Dorfes Twerdomedowe (Твердомедове).

## Geschichte
Die Ortschaft entstand 1784 und wurde bis 1804 Nowooleksandriwka (Новоолександрівка) genannt. Zwischen 1941 und 1943 war Welyka Oleksandriwka unter dem deutschen Namen Alexanderstadt (vorher Bolschaja Alexandrowka/Большая Александровка) Sitz einer Kreisverwaltung im Reichskommissariat Ukraine. Seit 1956 hat sie den Status einer Siedlung städtischen Typs, bis Juli 2020 war sie der Sitz der Rajonsverwaltung des gleichnamigen Rajons Welyka Oleksandriwka.

## Verwaltungsgliederung
Am 12. Juni 2020 wurde die Siedlung zum Zentrum der neugegründeten Siedlungsgemeinde Welyka Oleksandriwka (ukrainisch Великоолександрівська селищна громада/Welykooleksandriwska selyschtschna hromada), zu dieser zählen auch noch die Siedlungen städtischen Typs Bila Krynyzja und Karjerne sowie die 31 in der untenstehenden Tabelle angeführten Dörfer, bis dahin bildete sie zusammen mit dem Dorf Twerdomedowe die gleichnamige Siedlungsratsgemeinde Welyka Oleksandriwka (Великоолександрівська селищна рада/Welykooleksandriwska selyschtschna rada) im Norden des Rajons Welyka Oleksandriwka.
Seit dem 17. Juli 2020 ist sie ein Teil des Rajons Beryslaw.
Folgende Orte sind neben dem Hauptort Welyka Oleksandriwka Teil der Gemeinde:
| Name                     | Name               | Name                                           |
| ukrainisch transkribiert | ukrainisch         | russisch                                       |
| ------------------------ | ------------------ | ---------------------------------------------- |
| Beswodne                 | Безводне           | Безводное (Beswodnoje)                         |
| Bila Krynyzja            | Біла Криниця       | Белая Криница (Belaja Kriniza)                 |
| Bilohirka                | Білогірка          | Белогорка (Belogorka)                          |
| Biloussowe               | Білоусове          | Белоусово (Beloussowo)                         |
| Biloussowe               | Білоусове          | Белоусово (Beloussowo)                         |
| Bruskynske               | Брускинське        | Брускинское (Bruskinskoje)                     |
| Buziwske                 | Буцівське          | Буцовское (Buzowskoje)                         |
| Dawydiw Brid             | Давидів Брід       | Давыдов Брод (Dawydow Brod)                    |
| Dowhowe                  | Довгове            | Долговое (Dolgowoje)                           |
| Ischtschenka             | Іщенка             | Ищенка (Ischtschenka)                          |
| Kamjane                  | Кам’яне            | Каменное (Kamennoje)                           |
| Karjerne                 | Кар'єрне           | Карьерное (Karjernoje)                         |
| Kostromka                | Костромка          | Костромка                                      |
| Krynytschanka            | Криничанка         | Криничанка (Krinitschanka)                     |
| Mala Oleksandriwka       | Мала Олександрівка | Малая Александровка (Malaja Aleksandrowka)     |
| Nowa Kaluha              | Нова Калуга        | Новая Калуга (Nowaja Kaluga)                   |
| Nowa Kaluha Druha        | Нова Калуга Друга  | Новая Калуга Вторая (Nowaja Kaluga Wtoraja)    |
| Nowodmytriwka            | Новодмитрівка      | Новодмитровка (Nowodmitrowka)                  |
| Nowopawliwka             | Новопавлівка       | Новопавловка (Nowopawlowka)                    |
| Nowowassyliwka           | Нововасилівка      | Нововасилевка (Nowowassilewka)                 |
| Perwomajske              | Первомайське       | Первомайское (Perwomaiskoje)                   |
| Saporischschja           | Запоріжжя          | Запорожье (Saporoschje)                        |
| Schostakowe              | Шостакове          | Шестаково (Schestakowo)                        |
| Schtschaslywe            | Щасливе            | Счастливое (Stschastliwoje)                    |
| Starosillja              | Старосілля         | Староселье (Staroselje)                        |
| Stepowe                  | Степове            | Степовое (Stepowoje)                           |
| Twerdomedowe             | Твердомедове       | Твердомедово (Twerdomedowo)                    |
| Tokarewe                 | Токареве           | Токарево (Tokarewo)                            |
| Tryfoniwka               | Трифонівка         | Трифоновка (Trifonowka)                        |
| Tscherwona Ljudmyliwka   | Червона Людмилівка | Червоная Людмиловка (Tscherwonaja Ljudmilowka) |
| Tschkalowe               | Чкалове            | Чкалово (Tschkalowo)                           |
| Wessele                  | Веселе             | Весёлое (Wessjoloje)                           |
| Wyschnewe                | Вишневе            | Вишнёвое (Wischnjowoje)                        |